# Berba (ethnie)
Pour les articles homonymes, voir Berba.
Les Berba sont une ethnie originaire du Bénin. Ils sont notamment présents dans les régions de Dassari et de Gouandé.